# Стенлі Джонсон (письменник)
Стенлі Патрік Джонсон (народився 18 серпня 1940) — франко-англійський письменник і колишній політик Консервативної партії, який обіймав посаду члена Європейського парламенту (ЄП) від Вайта та Східного Гемпширу з 1979 по 1984 рік. Колишній співробітник Світового банку та Європейської комісії, він написав книги з проблем навколишнього середовища та народонаселення. Його шестеро дітей включають колишнього прем'єр-міністра Великої Британії Бориса Джонсона, колишнього міністра Джо Джонсон і журналістку Рейчел Джонсон.

## Життєпис
Стенлі Джонсон народився в 1940 році в Пензансі, штат Корнуолл, в сім'ї Османа Кемаля (пізніше відомого як Вілфред Джонсон) та Ірен Вільямс. Його дід по батьківській лінії, Алі Кемаль Бей, один з останніх міністрів внутрішніх справ османського уряду, був убитий у 1922 році під час війни за незалежність Туреччини. 
Стенлі Джонсон відвідував Шерборнську школу в місті Дорсет. Ще будучи студентом, вивчаючи англійську мову в Ексетерському коледжі в Оксфорді, він брав участь в експедиції Марко Поло разом з Тімом Северіном і Майклом де Ларрабейті, подорожуючи на мотоциклі з коляскою з Оксфорда до Венеції та далі до Індії та Афганістану. Ця пригода призвела до публікації книги Северіна «У слідах Марко Поло» 1964 року з фотографіями де Ларрабейті.
Навчаючись у Колумбійському університеті в 1963 році, Джонсон одружився з художницею Шарлоттою Фосетт у Мерілебоні, з якою мав чотирьох дітей: Бориса, колишнього лідера Консервативної партії та прем'єр-міністра Сполученого Королівства; Рейчел, журналістка і колишня головна редакторка The Lady; Джо, колишній депутат від консерваторів Орпінгтона, колишній державний міністр у справах університетів і колишній керівник колонки Lex у Financial Times; і Лео, кінорежисер і підприємець. Він кинув Колумбійський університет через рік. Джонсон і Фосетт розлучилися в 1979 році. Він одружився з Дженніфер Кідд у Вестмінстері в 1981 році, і у них було двоє дітей, Джулія і Максиміліан. 
У липні 2020 року, під час пандемії COVID-19, Джонсон опублікував в Instagram фотографії, на яких він подорожував до Афін, Греція. Його розкритикував депутат від ліберал-демократів Джеймі Стоун за те, що він подорожував у той час, коли під час карантину заборонялося уникати «всіх міжнародних поїздок, крім важливих». У той час Греція знову відкрила свої кордони, але заборонила прямі поїздки зі Сполученого Королівства; Джонсон обійшов правила Греції, подорожуючи через Болгарію.
У грудні 2020 року Джонсон заявив, що подає заяву на отримання французького паспорта, щоб зберегти права на мобільність і проживання в Європейському Союзі, сказавши: «Справа не в тому, щоб стати французом. Якщо я правильно розумію, я француз! Моя мати народилася у Франції , її мати була повністю француженкою, як і її дід».

## Робота
Раніше Джонсон працював у Світовому банку та був керівником відділу запобігання забрудненню в Європейській комісії з 1973 по 1979 рік. Він має великий інтерес до навколишнього середовища. У 2010 році він став головою правління Gorilla Organisation, організація, присвячена порятунку останніх горил, що залишилися у світі, від вимирання. Раніше він був членом правління Plantlife International.

### Політика
На загальних виборах 2005 року Джонсон балотувався від Консервативної партії в окрузі Тейнбрідж, де посів друге місце після Річарда Янгер-Росса з Ліберал-демократів.
У травні 2008 року Джонсон сподівався бути обраним, щоб боротися за місце в парламенті свого сина Бориса Хенлі від Консервативної партії. Проте місцева Консервативна партія обрала трьох місцевих жителів як можливих кандидатів, і 30 травня місцевого радника Джона Хоуела було обрано для участі у додаткових виборах.
Підтримавши кампанію «the Remain» під час референдуму про членство в Європейському Союзі 2016 року, у жовтні 2017 року він виступив на підтримку виходу Сполученого Королівства з Європейського Союзу, заявивши, що «настав час виручити» та навів підхід і ставлення європейських Президент Європейської комісії Жан-Клод Юнкер як головний фактор зміни його думки. Він додав, що очікуються суперечки та дебати щодо тривалості чи деталей будь-якого перехідного або імплементаційного періоду, але остаточний «кінцевий стан» виходу Великої Британії з Європейського Союзу вирішується.

### Книги та інше письмо
Він опублікував низку книжок, присвячених екологічним проблемам, і дев’ять романів, у тому числі «Комісар», за яким у 1998 році був знятий фільм із Джоном Хертом у головній ролі. У 1962 році він отримав поетичну премію Ньюдігейт.
Вірус Марбург (1982, Heinemann) ISBN 0-434-37704-X
Його роман «Вірус» 2015 року — це трилер про виникнення таємничого вірусу та боротьбу за зупинку смертоносної пандемії.
Він написав мемуари «Стенлі, я припускаю», які були опубліковані в березні 2009 року.
Певний час, починаючи з 26 травня 2005 року, він писав щотижневу колонку для розділу G2 The Guardian і продовжує писати для різних газет і журналів, часто на екологічні теми.

### Телебачення
Він був одним із перших постійних ведучих вечірньої дискусійної програми «Останнє слово» на каналі «More4» каналу Channel 4, а 7 травня 2004 року з’явився в «Have I Got News For You».
У листопаді 2017 року Джонсона було затверджено як учасника сімнадцятої серії серіалу «Я знаменитість... Забери мене звідси!». Він був п'ятою людиною, яка вибула з шоу, зайнявши сьоме місце. У 2018 році разом із вісьмома іншими знаменитостями він з’явився в програмі BBC The Real Marigold Hotel.
У лютому 2020 року він з’явився в програмі BBC Two Celebrity Antiques Road Trip.

### Нагороди
У 1983 році він отримав нагороду Річарда Мартіна RSPCA за видатні заслуги у справі захисту тварин. Протягом багатьох років він був послом Конвенції ЮНЕП про збереження мігруючих видів диких тварин у Бонні, Німеччина.
У жовтні 2015 року Джонсон був нагороджений медаллю RSPB від Королівського товариства захисту птахів за його роль у створенні одного з наріжних каменів європейської політики збереження природи – Директиви про середовища існування (1992).
У грудні 2015 року він отримав нагороду «Жива планета» від Всесвітнього фонду лідерів у галузі природи.

## Публічні заяви
У серпні 2018 року Джонсон заявив, що коментарі його сина Бориса Джонсона про те, що мусульманки, які носять паранджу, виглядають як «поштові скриньки» та «грабіжниці банків», не зайшли достатньо далеко, і що критика коментарів була «синтетичним обуренням», викликаним політичними опонентами. 
У жовтні 2018 року Джонсон заявив, що, незалежно від рішення щодо кордону на острові Ірландія після Brexit, якщо ірландці «захочуть стріляти один в одного, вони будуть стріляти один в одного».
У листопаді 2019 року Джонсон з'явився в шоу BBC Victoria Derbyshire, і йому сказали, що один глядач назвав його сина Бориса "Піноккіо". Джонсон відповів: «Піноккіо? Для цього потрібен певний ступінь грамотності, який, на мою думку, необов’язково має британська публіка». Джонсон захистив свою заяву, стверджуючи, що він був гумористичним, але стверджував, що це «абсолютно абсурдно і неправильно, що ви можете зачитувати в ефірі твіт одного з ваших читачів, який називає прем'єр-міністра брехуном. Я думаю, що це неймовірно, ти можеш це зробити».
У червні 2022 року Джонсона звинуватили в лобіюванні від імені Китаю. Він виступав за скасування заборони послу Китаю у Великій Британії входити в парламент.

## Праці
- Gold Drain (1967, Heinemann) ISBN B0000CNKG6
- Panther Jones for President (1968, Heinemann) ISBN 0-434-37701-5
- Життя без народження: подорож третім світом у пошуках демографічного вибуху (1970, Хайнеманн) ISBN 0-434-37702-3
- Зелена революція (1972, Гамільтон) ISBN 0-241-02102-2
- Проблема народонаселення (1973, David & C) ISBN 0-7153-6282-8
- Політика навколишнього середовища (1973, Т. Стейсі) ISBN 0-85468-298-8
- The Urbane Guerilla (1975, Macmillan) ISBN 0-333-17679-0
- Політика контролю забруднення ЄЕС (1978, Graham & Trotman) ISBN 0-86010-136-3
- The Doomsday Deposit (1979, EP Dutton) ISBN 0-525-09468-7
- Вірус Марбург (1982, Heinemann) ISBN 0-434-37704-X
- Тунель (1984, Heinemann) ISBN 0-434-37705-8
- Антарктида: остання велика дика природа (1985, Weidenfeld & N) ISBN 0-297-78676-8
- Комісар (1987, Century) ISBN 0-7126-1587-3
- Населення світу та Організація Об'єднаних Націй (1987, Cambridge UP) ISBN 0-521-32207-3
- Dragon River (1989, Фредерік Мюллер) ISBN 0-09-173526-2
- The Earth Summit: Конференція ООН з навколишнього середовища та розвитку (UNCED) (1993, Kluwer Law International) ISBN 978-1-85333-784-0
- World Population - Turning the Tide (1994, Kluwer Law International) ISBN 1-85966-046-0
- Екологічна політика Європейських співтовариств (1995, Kluwer Law International) ISBN 90-411-0862-9
- Політика населення: Каїр, 1994 (1995, Earthscan) ISBN 1-85383-297-9
- Icecap (1999, Кемерон Мей) ISBN 1-874698-67-8
- Stanley I Presume (2009, Fourth Estate Ltd) ISBN 0-00-729672-X
- Виживання: порятунок зникаючих мігруючих видів [у співавторстві з Робертом Ваггом] (2010, Stacey International) ISBN 1-906768-11-0
- Where the Wild Things Were: Travels of a Conservationist (2012, Stacey International) ISBN 1-906768-87-0
- ЮНЕП Перші 40 років; Розповідь Стенлі Джонсона (2012, Програма ООН з навколишнього середовища) ISBN 978-92-807-3314-3
- Stanley I Resume (2014, Biteback) ISBN 978-1-84954-741-3
- Вірус (2015, Witness Impulse) ISBN 978-0062414922[40]
- Компромат (2017, Point Blank) ISBN 978-1-78607-246-7